# 1405
| [ Edytuj tabelę ]                          | |
| Król Polski                                | - 1386 Władysław II Jagiełło 1434 |
| Współksiążęta Andory                       | - 1396 Galcerà de Vilanova 1415 - 1398 Izabela 1412 - 1398 Archibald 1412                                                                  |
| Król Anglii                                | - 1399 Henryk IV 1413 |
| Król Aragonii i Walencji, hrabia Barcelony | - 1396 Marcin I Ludzki 1410 |
| Władca Azteków                             | - 1395 Huitzilíhuitl 1417 |
| Elektor Brandenburgii                      | - 1388 Jodok z Moraw 1411 |
| Książę Bawarii-Ingolstadt                  | - 1375 Stefan III 1413 |
| Książę Bawarii-Landshut                    | - 1393 Henryk XVI Bogaty 1450 |
| Książę Bawarii-Monachium                   | - 1397 Ernest 1438 |
| Książę Burgundii                           | - 1404 Jan bez Trwogi 1419 |
| Cesarz Bizancjum                           | - 1391 Manuel II Paleolog 1425 |
| Sułtan Brunei                              | - 1405 Muhammad 1415 |
| Cesarz Chin                                | - 1402 Yongle 1424 |
| Król Cypru                                 | - 1398 Janusz 1432 |
| Król Czech                                 | - 1378 Wacław IV Luksemburski 1419 |
| Król Danii                                 | - 1387 Małgorzata I 1412 - 1396 Eryk Pomorski 1439                                                                                         |
| Dalajlama                                  | - 1391 Gendun Drup 1474 |
| Władca Egiptu                              | - 1399 An-Nasir Faradż 1405 - 1405 Al-Mansur Abd-al-Aziz 1405 - 1405 An-Nasir Faradż 1412                                                  |
| Cesarz Etiopii                             | - 1382 Dawid I 1413 |
| Król Francji                               | - 1380 Karol VI 1422 |
| Król Gruzji                                | - 1393 Jerzy VII 1407 |
| Hrabia Holandii                            | - 1404 Wilhelm VI 1417 |
| Cesarz Japonii                             | - 1392 Go-Komatsu 1412 |
| Kalif                                      | - 1389 Al-Mutawakkil I 1406 |
| Król Kastylii i Leónu                      | - 1390 Henryk III Chorowity 1406 |
| Patriarcha Konstantynopola                 | - 1397 Mateusz I 1410 |
| Władca Korei                               | - 1400 Taejong 1418 |
| Najwyższy książę litewski                  | - 1401 Jagiełło 1434 |
| Wielki książę litewski                     | - 1392 Witold 1430 |
| Cesarz Majapahitu                          | - 1389 Wikramawardhana 1429 |
| Sułtan Maroka                              | - 1398 Usman III 1421 |
| Książę Mediolanu                           | - 1402 Giovanni Maria 1412 |
| Wielki książę moskiewski                   | - 1389 Wasyl I 1425 |
| Król Nawarry                               | - 1387 Karol III Szlachetny 1425 |
| Król Norwegii                              | - 1387 Małgorzata I 1412 - 1396 Eryk Pomorski 1442                                                                                         |
| Elektor Palatynatu                         | - 1398 Ruprecht III 1410 |
| Papież awinioński                          | - 1394 Benedykt XIII 1417 |
| Papież                                     | - 1404 Innocenty VII 1406 |
| Król Portugalii                            | - 1385 Jan I 1433 |
| Cesarz Rzymski (niemiecki)                 | - 1400 Ruprecht z Palatynatu 1410 |
| Kapitanowie Regenci San Marino             | - 1405 Giovanni di Guidino Bettino di Paolo 1405 - 1405 Michele di Giovanni 1405 - 1405 Marino di Ghino Foschino di Benedetto Madroni 1405 |
| Despota Serbii                             | - 1402 Stefan IV Lazarević 1427 |
| Elektor Saksonii                           | - 1388 Rudolf III Saski 1419 |
| Król Szkocji                               | - 1390 Robert III Stewart 1406 |
| Król Szwecji                               | - 1389 Małgorzata 1412 - 1396 Eryk XIII Pomorski 1439                                                                                      |
| Król Tajlandii                             | - 1395 Ramracha Thirat 1409 |
| Sułtan Turków                              | - 1402 bezkrólewie 1413 |
| Doża Wenecji                               | - 1400 Michele Steno 1413 |
| Król Węgier                                | - 1387 Zygmunt Luksemburski 1437 |
| Cesarz Wietnamu                            | - 1401 Hồ Hán Thương 1407 |
| Wielki mistrz zakonu krzyżackiego          | - 1393 Konrad von Jungingen 1407 |

Rok 1405 / MCDV
stulecia: XIV wiek ~
XV wiek ~
XVI wiek

lata: 1395 «
1400 «
1401 «
1402 «
1403 «
1404 «
1405
» 1406
» 1407
» 1408
» 1409
» 1410
» 1415

## Wydarzenia w Polsce
- Po wpłaceniu w Toruniu sum zastawnych zebranych przez szlachtę w jednorazowym podatku 12 groszy od łana ziemia dobrzyńska wróciła do Polski.
- Ulryk von Osten najechał Wielkopolskę; Władysław II Jagiełło wysłał swe wojska i poprosił wielkiego mistrza o pomoc przeciw zbuntowanemu wasalowi, czego mistrz odmówił, uznając von Ostena za poddanego Zakonu; rozpoczął się spór kompetencyjny o Drezdenko.
- sprowadzenie Kanoników Regularnych do kościoła Bożego Ciała w Kazimierzu

## Wydarzenia na świecie
- 11 marca – kupiecka rodzina Römerów sprzedała miastu Frankfurt nad Menem budynek, który do dzisiaj pełni funkcję miejskiego ratusza.
- 17 czerwca – wojna Appenzellu: zwycięstwo Szwajcarów nad Habsburgami w bitwie pod Stoss.
- 11 lipca – admirał Zheng He na czele floty liczącej ponad 200 okrętów i blisko 28 tysięcy marynarzy rozpoczął szereg wypraw morskich, w czasie których badał: południowo-wschodnią Azję, azjatyckie wybrzeże Oceanu Indyjskiego, Zatokę Perską i wschodnie wybrzeże Afryki.
- Teofan Grek rozpoczął tworzenie ikon wspólnie z Andriejem Rublowem.

## Urodzili się
- 8 lutego – Konstantyn XI Paleolog, cesarz bizantyjski z dynastii Paleologów, ostatni władca Bizancjum (zm. 1453)
- 6 marca – Jan II, król Kastylii i Leónu (zm. 1454)
- data dzienna nieznana: 
  - Marek Fantuzzi z Bolonii, włoski franciszkanin, błogosławiony katolicki (zm. 1479)
  - Jan Gruszczyński, prymas Polski, kanclerz wielki koronny (zm. 1473)
  - Skanderbeg, albański przywódca, powstaniec i bohater narodowy (zm. 1468)[1]
  - Stanisław Szydłowiecki, marszałek dworu królestwa Polskiego (ur. ok. 1405; zm. 1494)

## Zmarli
- 18/19 lutego – Timur Chromy (Tamerlan), władca środkowoazjatycki (ur. 1336)[2]
- 22/23 września – Barnim VI, książę wołogoski (ur. 1365–1372)[3]
- 24 września – Prokop Luksemburski, margrabia Moraw (ur. 1358)
- data dzienna nieznana:
  - Jan III oświęcimski, książę oświęcimski (ur. ok. 1366)[4]